# Фаткуллин, Фархад Наилевич
Фархад Наилевич Фаткуллин (род. 2 ноября 1979, Казань) — российский участник движения Викимедиа из Татарстана, член некоммерческого партнёрства «Викимедиа РУ». В 2018 году получил почётное звание «Викимедиец года».

## Биография
Родился в Казани 2 ноября 1979 года. В 1986—1993 годах учился в казанской средней школе № 123 с углублённым изучением французского языка, в 1997 году окончил татарско-турецкий лицей имени Эртугрула Гази. В 1995—1997 годах проходил обучение в средней школе в городе Клейтон, штат Миссури, США. В 2002 году окончил бакалавриат по специальности «управление предприятием» (финансовый менеджмент) в Казанском государственном финансово-экономическом институте, в 2008 — специалитет по межкультурной коммуникации в Институте социальных и гуманитарных знаний. Владея в общей сложности шестью языками (кроме русского и татарского, это французский, английский, итальянский и турецкий), Фаткуллин работает переводчиком — в частности, в секторе переводов Управления государственного протокола президента Республики Татарстан (2006—2013), во Всемирном банке вне штата (с 2009), в качестве фрилансера. Кроме того, он преподавал англоязычный курс в рамках программы двойного диплома Казанского государственного финансово-экономического института (РФ) и Университета штата Нью-Йорк (США) (2010—2012).
В 2012 году Фаткуллин стал участником Татарской Википедии. Своей главной задачей на этом проекте он считает, по его собственным словам, сохранение и развитие татарского языка. С 2015 года Фаткуллин является участником мета-проекта «Википедии на языках народов России», с 2017 года — членом некоммерческого партнёрства «Викимедиа РУ». Имея на своём счету к 2018 году больше ста тысяч правок, он вошёл в число наиболее активных википедистов России. 22 июля 2018 года на торжественной церемонии закрытия международной конференции Фонда Викимедиа Викимании-2018 в Кейптауне (ЮАР) основатель Википедии Джимми Уэйлс объявил Фаткуллина «Викимедийцем года» за «общественную организационную работу среди представителей сообществ, говорящих на региональных языках России». По словам Уэйлса, заслуга Фаткуллина в том, что он смог «выстроить мост между этими общинами и более масштабным движением после многих лет изоляции».
Эксперты назвали получение Фаткуллиным почётного звания очень важным для развития татарского языка. Провозглашение «Викимедийца года» было признано одним из самых значимых для Татарстана событий. В 2020 году указом президента Татарстана Фаткуллин был включён в республиканскую комиссию по вопросам сохранения и развития татарского языка.
Женат, имеет дочь и сына.